# قصر عائشة فهمي (القاهرة)
قصر عائشة فهمي هو قصر تاريخي يقع في حي الزمالك بالقاهرة.

## عن عائشة فهمي
عائشة فهمى هي كريمة على باشا فهمى كبير ياوران الملك فؤاد الأول، بعد وفاته اشترت عائشة نصيب أخواتها في القصر ليكون ملكاً لها، بمبلغ 72 ألف جنيه في 6 مايو 1924. تزوجت السيدة عائشة فهمي من الفنان الراحل يوسف وهبي، وعاش معها في القصر لست سنوات وتوفت في عام 1962.

## عن القصر
قام علي فهمي باشا شقيق عائشة فهمي ببناء القصر علي الطراز الكلاسيكي في عام 1907 على يد المصمم المهندس الإيطالى أنطونيو لاشاك.
تتميز غرف القصر بتواجد لوحات من الحرائر والكتان، هذا بالإضافة إلى أن تواجد زخارف أوروبية على جوانب الحوائط
يتكون قصر عائشة فهمي بالزمالك من طابقين حيث يتكون الطابق الأول من العديد من الغرف عبارة عن 6 غرف، وردهة كبيرة في منتصفها تمثال يسمى المفكر، وبها عدد من اللوحات منها لوحة عازفة القيثارة لسانتير ولوحة أطفال في حالة رعب من كلب.
تم تصميم 3 غرف اليمنى صيفية وتتميز بإطلالة ساحرة على النيل، وتعرض في هذه الغرف عدد من اللوحات للفنانين الأجانب، منها لوحة لموقعة حربية وأخرى لتمثالي ممنون.
أما الغرف الثلاث غرف اليسرى فهي الشتوية، أولها غرفة البلياردو ولها طابع أثري. وتتميز بالمدفئات التراثية، والنقوش في السقف وأرضياتها المصنوعة من الباركيه المشغول.
وفي الدور الأعلى على يسارك تجد الغرفة اليابانية والتي أهداها السفير الياباني لعائشة فهمي عندما زارها في القصر، والغرفة مبهرة تتضمن نقوش يابانية ومصابيح يابانية تقليدية. وتتميز الغرفة بتمثالين مطليين باللون الذهبي في جانبي الغرفة.
أما الطابق الثانى يتواجد به العديد من غرفة ذات الطابع الأثرى والتي منها الغرفة اليابانية التي أهديت لعائشة فهمى وصممت من أجلها، حيث نقش على حوائط الغرفة بعض من الكلمات والصور اليابانية، هذا بالإضافة على تواجد تمثلين مصنوعين باللون الذهبي، كما تواجد بالطابق الثانى غرفة الملابس الخاصة بها، وأيضا غرفة «الحمامات» التي تميزت بالسخان الذي عمل بالغاز على الرغم من صعوبة أداخله في ذلك الوقت مما يدل على تواجد رفاهية كاملة تتمتع بها عائشة فهمى في ذلك الوقت

## ضم القصر إلى هيئة الفنون الجميلة
قام يوسف السباعي وزير الثقافة السابق عام 1975 بضم القصر إلى هيئة الفنون والآداب وقطاع الفنون التشكيلية حاليًا، وفي سنة 1978 صدر قرار جمهوري لتخصيصه متحفاً لمجوهرات أسرة محمد علي، وتم إلغاؤه بقرار جمهوري آخر سنة 1986،وذلك بعد تخصيص قصر فاطمة حيدر بالإسكندرية متحفًا للمجوهرات، ليعود مرة أخرى تحت تصرف وزارة الثقافة ليصبح بذلك مجمعاً الفنون.

## معرض الصور

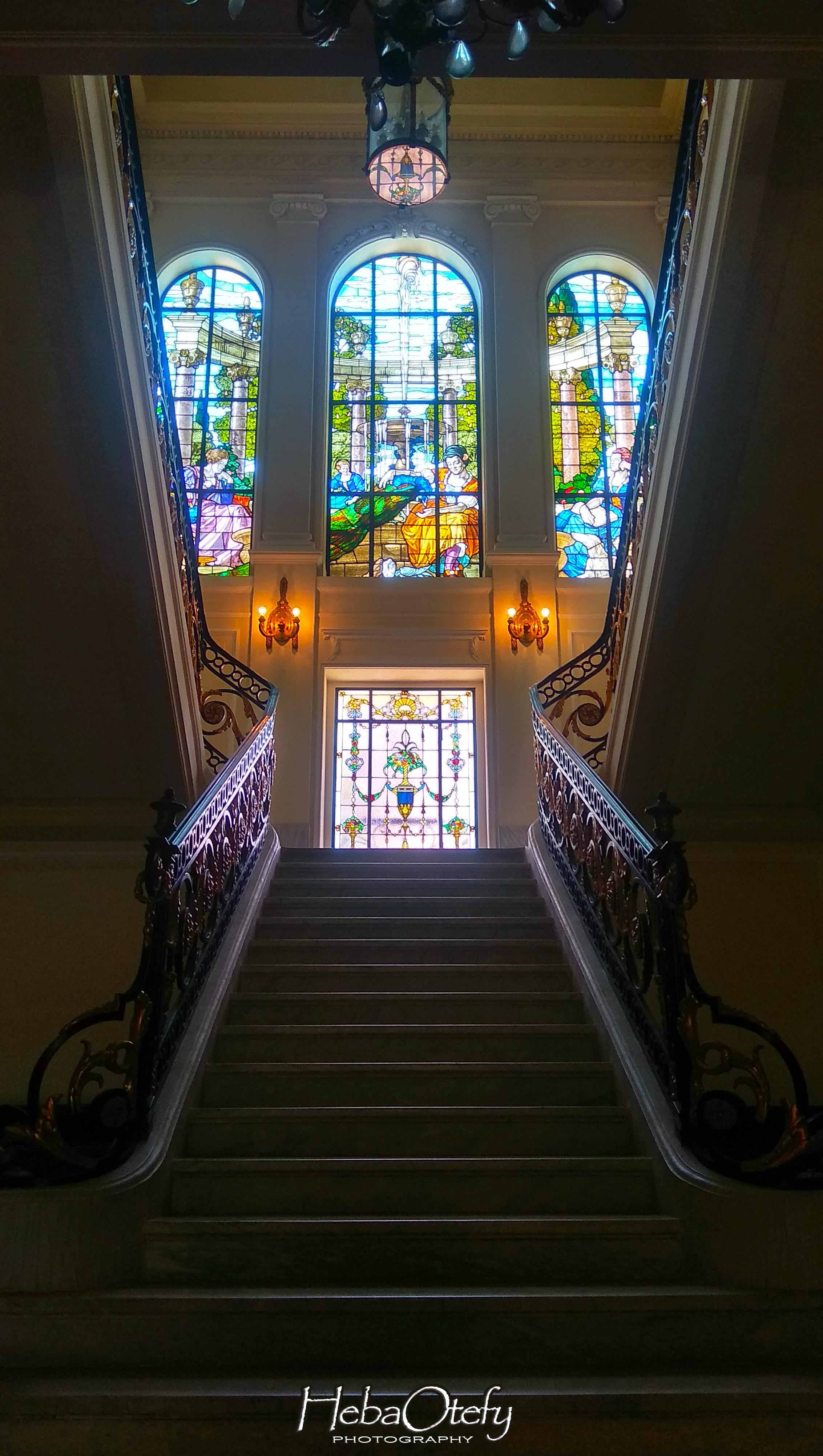
القصر من الداخل